# Pabellón de Países Nórdicos en la Bienal de Venecia
El Pabellón de Países Nórdicos en la Bienal de Venecia es un espacio artístico ubicado en la ciudad de Venecia con motivo de la Bienal de Venecia. El Pabellón diseñado por Sverre Fehn, fue construido entre 1958 y 1962. El espacio abierto fue diseñado en base a la reminiscencia de las ciudades nórdicas. Fredrik Fogh expandió arquitectónicamente el edificio en 1987. La cooperación entre Finlandia, Noruega y Suecia en Venecia inicio en 1962 después de finalizar la construcción del Pabellón Nórdico. Antes, la organización de cada país era únicamente nacional. De 1986 al 2009 el Pabellón era comisionado por todos ellos, con el fin de hacer un comisariato conjunto entre todos los países. Entre 2011 y 2015, Suecia, Finlandia y Noruega volvieron a comisariar el pabellón en solitario. En el año 2017 confluyeron juntos de nuevo.

## Expositores
- 1962 — Finlandia: Ahti Lavonen, Kain Tapper y Esko Tirronen; Noruega: Rolf Nesch y Knut Rumohr; Suecia: Siri Derkert y Per Olof Ulltvedt.
- 1964 — Finlandia: Ina Colliander, Simo Hannula, Pentti Kaskipuro y Laila Pullinen; Noruega: Hannah Ryggen; Suiza: Torsten Andersson, Martin Holmgren y Torsten Renqvist.
- 1966 — Finlandia: Heikki Häiväoja, Harry Kivijärvi y Sam Vanni; Noruega: Jakob Weidemann; Suiza: Öyvind Fahlström.
- 1968 — Finlandia: Mauno Hartman, Kimmo Kaivanto y Ahti Lavonen; Noruega: Gunnar S. Gundersen; Suiza: Sivert Lindblom y Arne Jones.
- 1970 — Finlandia: Juhani Linnovaara; Noruega: Arnold Haukeland.
- 1972 — Finlandia: Harry Kivijärvi y Pentti Lumikangas; Noruega: Arne Ekeland.
- 1976 — Finlandia: Mikko Jalavisto, Tapio Junno, Kimmo Kaivanto y Ulla Rantanen; Noruega: Boge Berg, Steinar Christensen/Kristian Kvakland y Arvid Pettersen.
- 1978 — Finlandia: Olavi Lanu; Noruega: Frans Widerberg; Suecia: Lars Englund.
- 1980 — Finlandia: Matti Kujasalo; Noruega: Knut Rose; Suecia: Ola Billgren, Jan Håfström.
- 1982 — Finlandia: Juhana Blomstedt; Noruega: Synnøve Anker Aurdal; Suecia: Ulrik Samuelson.
- 1984 — Finlandia: Kain Tapper, Carl-Erik Ström; Noruega: Bendik Riis; Suecia: Curt Asker.

- 2009 — "Los Coleccionistas" (en colaboración con el pabellón danés): Elmgreen y Dragset, Klara Lidén (Suecia), Wolfgang Tillmans (Dinamarca) y otros (Comisarios: Elmgreen & Dragset, Dinamarca/Noruega)
- 2011 — Suecia: Fia Backström y Andreas Eriksson (Comisariado: Magnus af Petersens)
- 2013 — Finlandia: Terike Haapoja (Comisariado: Mika Elo, Marko Karo y Harri Laakso)
- 2015 — Noruega: Camille Norment (Comisariado: Katya García-Antón)
- 2017 — Comisariado: Mats Stjernstedt